# ریچارد رادنی بنت
سر ریچارد رادنی بنت (به انگلیسی: Sir Richard Rodney Bennett) (زادهٔ ۱۹۳۶، کنت) آهنگساز انگلیسی است.
زمینهٔ فعالیت او بیشتر آهنگسازی اپرا، موسیقی مجلسی، کارهای ارکسترال، کارهای تجربی و قطعات جاز است ولی با این وجود او در زمینهٔ ساخت موسیقی متن برای فیلم‌های سینمایی و سریال‌های تلویزیونی نیز فعالیت دارد و تا کنون ۳ بار نامزد دریافت جایزهٔ اسکار بهترین موسیقی متن فیلم برای فیلم‌های به دور از جمعیت دیوانه (۱۹۶۷)، نیکولاس و الکساندرا (۱۹۷۱) و قتل در قطار سریع‌السیر شرق (۱۹۷۴) شده است. او در ۱۹۷۴ جایزه بفتای بهترین موسیقی فیلم را برای فیلم قتل در قطار سریع‌السیر شرق دریافت نمود.
او همچنین در سال ۱۹۹۵ جایزهٔ ASCAP از جوایز موسیقی فیلم و تلویزیون اتحادیهٔ آمریکایی آهنگسازان، مصنفان و ناشران را برای ساخت موسیقی فیلم چهار عروسی و یک عزا (۱۹۹۴) دریافت داشته‌است. بنت در ۱۹۹۸ عنوان شوالیه را به‌پاس خدماتش به موسیقی از ملکهٔ انگلستان دریافت نمود.